# ブルネイ・ムアラ地区

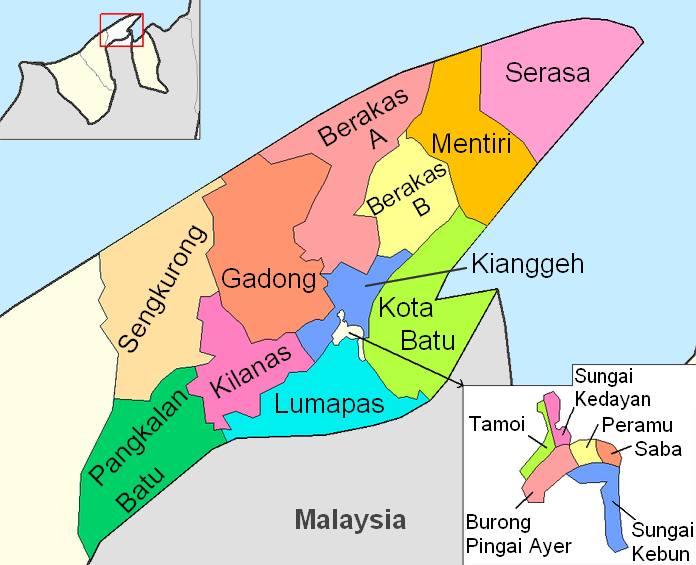
ブルネイ・ムアラ地区

ブルネイ・ムアラ地区（ブルネイ・ムアラちく、Brunei-Muara）は、ブルネイ・ダルサラーム国北端にある地区（マレー語：daerah）である。ブルネイの地区は日本の都道府県に相当する行政区画である。この地区の面積はブルネイ最小であるが、国内人口の半数以上である約380,000人（統計年次不明）が暮らす。
ブルネイの首都であるバンダルスリブガワンがあるため、同国で最も重要かつ賑やかな地区である。バンダルスリブガワンはブルネイ・ムアラ地区の行政庁所在地を兼ね、政府の省庁や部局の本部などが中心街に立ち並ぶ。他の主要な都市としてはムアラ・ジュルドンがある。ムアラは同国最大かつ最も水深のある港を持つ。
北岸は南シナ海、東岸はブルネイ湾（Brunei Bay）に面し、南はマレーシア・サラワク州のリンバン（Limbang）、西はツトン地区と接する。

## 郡
すべての地区は郡（マレー語：mukim）を持つ。その郡は更に村（マレー語：Kampong）に分割されている。ブルネイ・ムアラ地区は地区長（District Officer）によって統治され、それぞれの郡はペンフル（マレー語：Penghulu）という郡長、村はケトゥア（マレー語：Ketua）という村長に統治される。現在の地区長はダト・パドゥカ・アワン・ハジ・モハマド・ユソップ・ビン・バカー（Dato Paduka Awang Haji Mohd. Yusop bin Bakar）である。首都バンダルスリブガワンはいずれの郡にも属していない。
- ブラカスA郡（Berakas A）
- ブラカスB郡（Berakas B）
- ガドンA郡（Gadong A）
- ガドンB郡（Gadong B）
- キアンゲ郡（Kianggeh）
- キラナス郡（Kilanas）
- コタ・バトゥ郡（Kota Batu）
- ルマパス郡（Lumapas）
- ムンティリ郡（Mentiri）
- プンカラン・バトゥ郡（Pengkalan Batu）
- スンクロン郡（Sengkurong）
- スラサ郡（Serasa）
- ブロン・ピンガイ・アイール郡（Burong Pinggai Ayer）☆
- プラム郡（Peramu ）☆
- サバ郡（Saba）☆
- スンガイ・クブン郡（Sungai Kebun）☆
- スンガイ・クダヤン郡（Sungai Kedayan）☆
- タモイ郡（Tamoi）☆

☆印のある郡はカンポン・アイール（水上集落）に含まれるもの。
オマル・アリー・サイフディエン三世（Sultan Omar Ali Saifuddien III）の施政下では、ブルネイ・ムアラ地区には17の郡があったが、ハサナル・ボルキアの時代にブルネイ・ムアラ地区の郡は見直された。ブラカス郡（Berakas）は急速な居住空間とインフラの発達のため、ブラカスA（Berakas A）とブラカスB（Berakas B）に分割された。一方、クンバン・パサン（Kumbang Pasang）はキアンゲ（Kianggeh）に吸収された。
2007年7月にはガドン（Gadong）が北部のガドンA（Gadong A）と南部のガドンB（Gadong B）に分割され、18郡になった。このうち6つはカンポン・アイールと呼ばれる水上集落であり、一般に水上集落で1つの郡と見なされている。しかし行政上の理由で別個の郡として扱われる。

## 教育
この地区には3つの大学が本部を置いている。
- ブルネイ・ダルサラーム大学（Universiti Brunei Darussalam）
- ブルネイ工科大学（Institut Teknologi Brunei）
- イスラム・スルタン・シャリフ・アリー大学（Universiti Islam Sultan Sharif Ali）

この地区は公立・私立を問わず、小学校から中等学校、そして高等教育機関まで数多くの学校がある。インターナショナルスクールも2校ある。
- ジュルドン・インターナショナルスクール（Jerudong International School）
- インターナショナルスクール・ブルネイ（en:International School Brunei）

国家の先導的な理科大学であるパドゥカ・スリ・ブガワン・スルタン理科大学（Paduka Seri Begawan Sultan Science College）もまたこの地区にある。
ブルネイの国立図書館であるデワン・バハサ・ダン・プスタカ図書館の本館がこの地区にある。

## 経済
石油・天然ガス産業が成立する以前は、ブルネイ・ムアラ地区は石炭産業の中心地であり、1837年に初めて採掘が行われた。1924年までに650,000tもの石炭が産出された。
今日のこの地区はブルネイ最大の商業地区であり、ガドン（Gadong）やキウラップ（Kiulap）という中心商業地を持つ。ブルネイ最大のショッピングモールである「ザ・モール」（The Mall）はガドンにある。 シェラトンウタマホテルやリズクァン国際ホテル（Rizqun International Hotel）、エンパイアホテルアンドカントリークラブ（Empire Hotel and Country Club）のような宿泊施設も多数存在する。観光業もこの地区のGDPの大きな部分を占め、同国の観光施設の大部分が集まっている。
ブルネイ財務省をはじめ、すべての政庁の本庁がこの地区にある。いくつかの世界的な企業もこの地区にあるブルネイの首都バンダルスリブガワンに本社やブルネイ法人を置いている。著名なものにロイヤルブルネイ航空、HSBC、スタンダードチャータード銀行、イスラム・ブルネイ・ダルサラーム銀行（Bank Islam Brunei Darussalam）が挙げられる。

## 交通

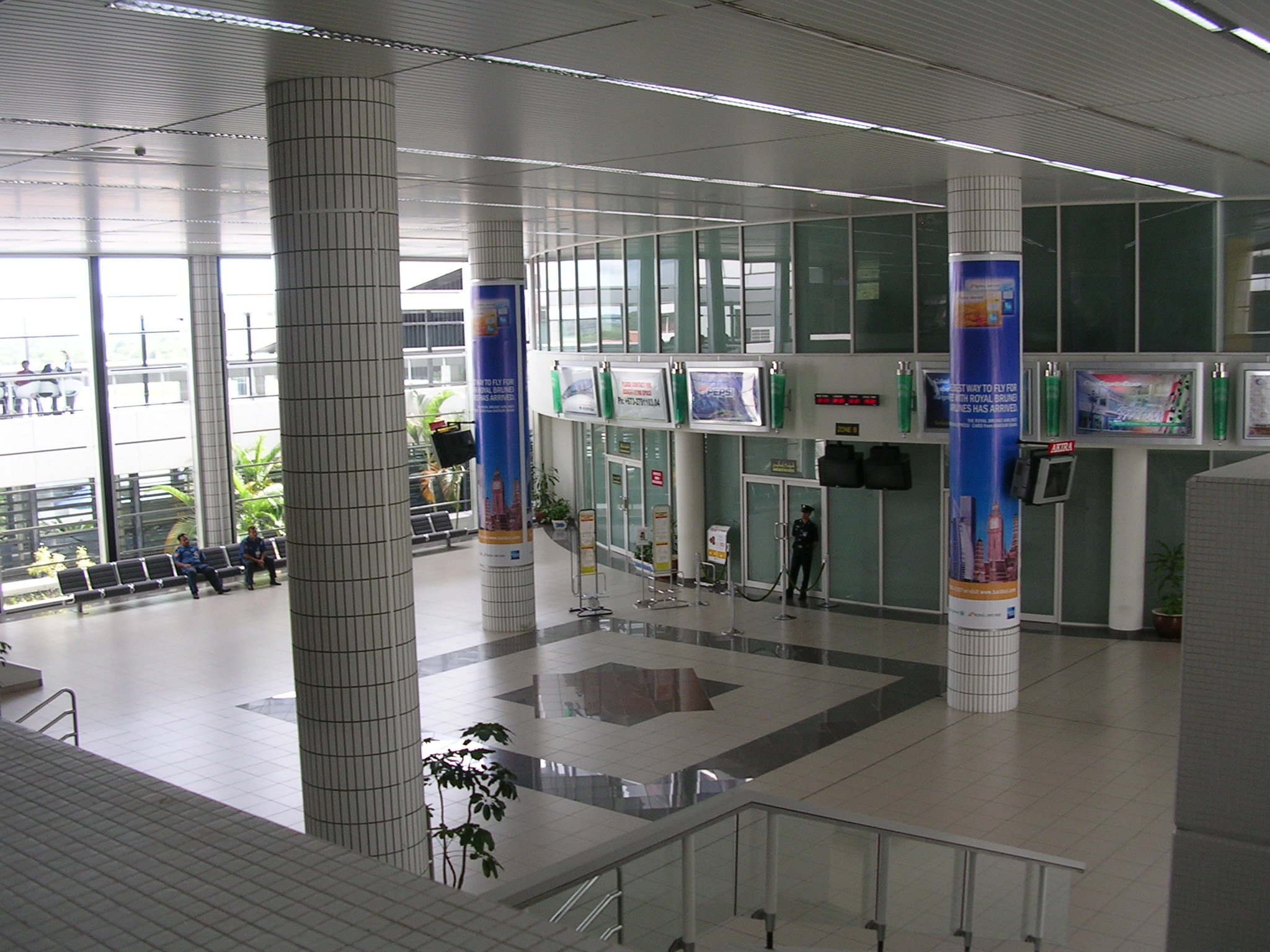
ブルネイ国際空港

ブルネイ・ムアラ地区はブルネイにおける交通の中心で、ブルネイ国際空港やムアラ港がある。またパンボルネオハイウェイ（Pan Borneo Highway）が地区内を通り、路線バスやタクシーといった公共交通が営業している。

## 観光
たくさんの観光資源があり、「予期せぬ宝の王国」（Kingdom of Unexpected Treasure）と銘打って観光産業を展開している。
それぞれの観光地は以下のように分類できる。
歴史的建造物/地域

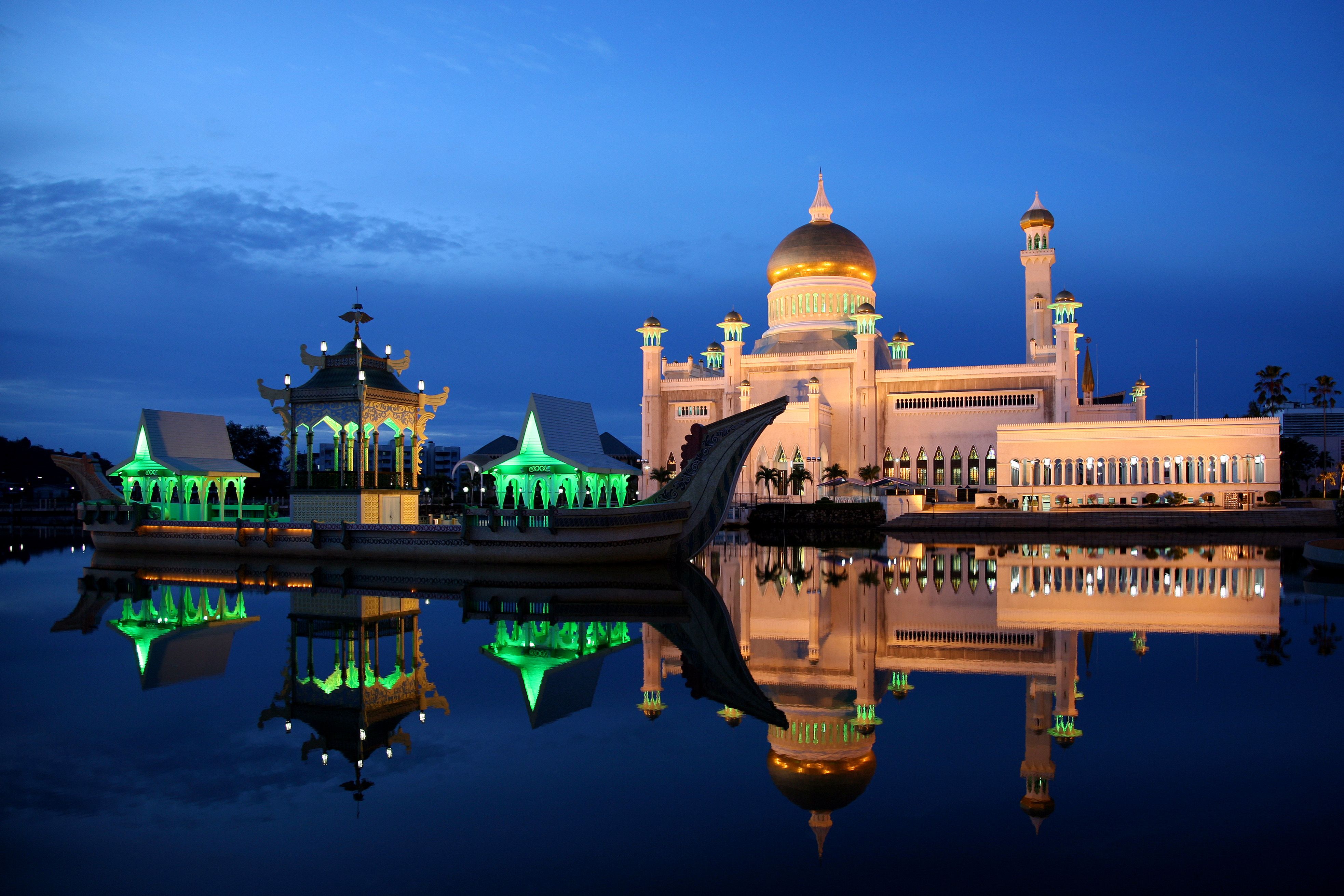
スルターン・オマール・アリ・サイフディーン・モスク

- スルターン・オマール・アリ・サイフディーン・モスク
- ロイヤル・レガリア（The Royal Regalia Building）
- マレー技術博物館（Malay Technology Museum）
- ブルネイ海事博物館（Brunei Maritime Museum）：2010年中に開館予定
- ブルネイ歴史センター（Brunei History center）
- ブルネイ博物館
- ラパウ（Lapau）：ブルネイ王家の伝統的な式典を行う建物
- ブブンガン・ドゥア・ブラス（Bubungan Dua Belas）：12の屋根を持つ家
- ブルネイ手芸センター（Brunei Handicraft Center）
- カンポン・アイール：クルーズが可能
- カンポン・アイールの丘公園計画（Kampong Ayer Hill Park Plan）：進行中
- カンポン・アイール文化センター（Kampong Ayer Cultural Centre）：2009年7月現在、開館準備中
- イスタナ・ヌルル・イマン（Istana Nurul Iman）：ブルネイ王宮
- マングローブリゾート

飲食店街
- KPMG（Kooperasi Pasar Malam Gadong）
- TM（Tamu Selera）

公園/エコツーリズム
- ブキト・シャーバンダルレクリエーション公園（Bukit Shahbandar Recreational Park）：ハイキングコース
- タセクレクリエーション公園（Tasek Recreational Park）
- スボク森林保護区（Subok Forest Reserve）：スボク山脈遺産公園計画（Subok Ridge Heritage Park Plan）により改修中
- タマン・ペルシャラン・ダムアン（Taman Persiaran Damuan）

ショッピング
- ザ・モール（The Mall）
- キウラップ・コンプレックス（Kiulap complex）
- ヤヤサン・スルタン・ハジ・ハサナル・ボルキア財団コンプレックス（Yayasan Sultan Haji Hassanal Bolkiah Foundation Complex）

遊園地
- ジュルドンパーク

## カンポン・アイール

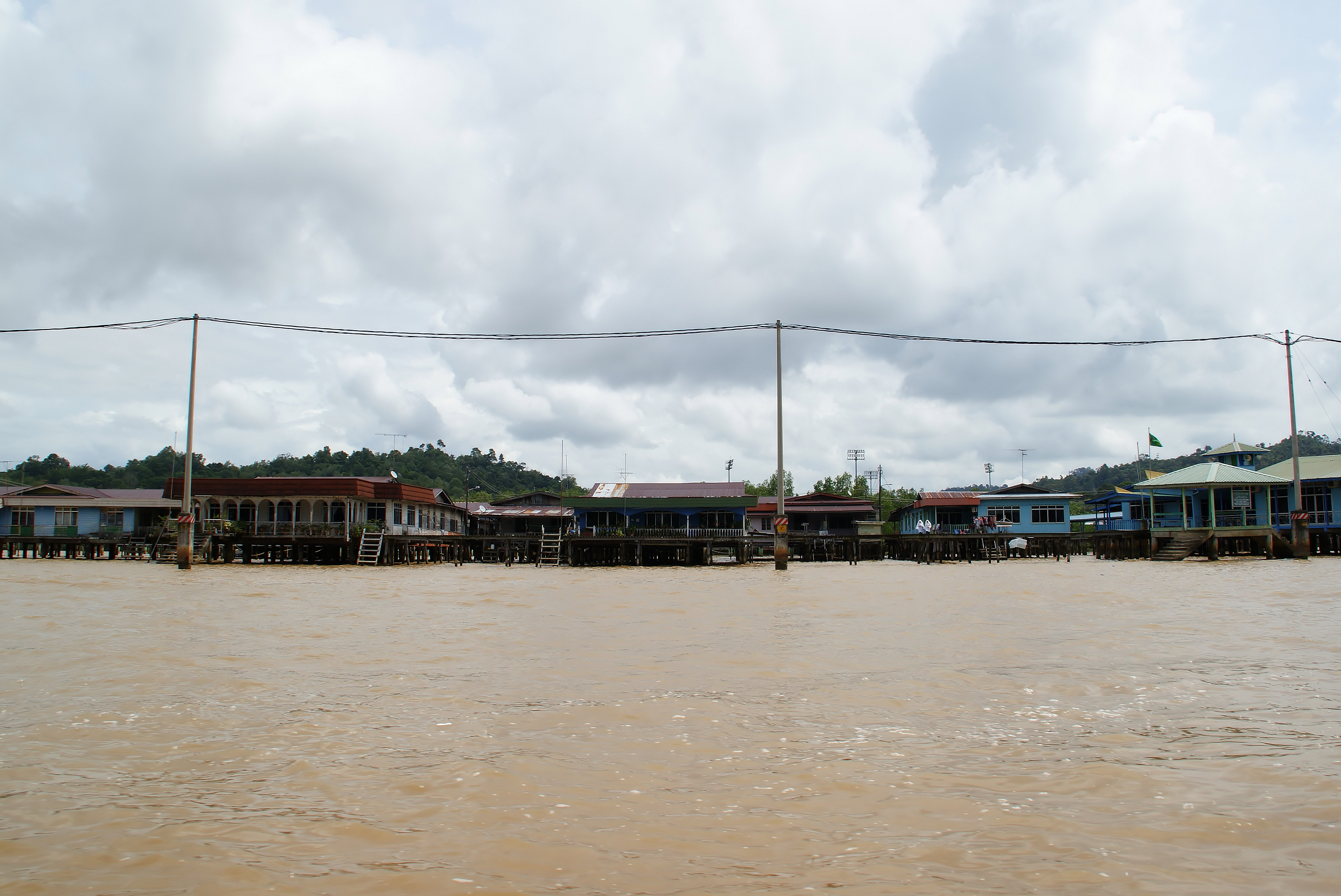
カンポン・アイール

この地区でよく知られているカンポン・アイール（水上集落）は数世紀に渡って存在してきた。1997年の推計人口では、約30,000人がカンポン・アイールに住んでおり、29,140mに及ぶ人道橋で結ばれた文字通りの「小さな村」が形成されている。カンポン・アイールをブルネイで最も価値のある遺産として保護するために、ブルネイ政府はブルネイ・ムアラ地区行政当局を通して、食料市場、コンクリート製の防波堤、水道管、電力供給、電話、学校、モスク、診療所、警察署、水上消防署など多くの施設・設備を提供している。前述した通り、行政上の理由により6つの準地区に分けて管轄されている。

## 島
ブルネイ湾にはブルネイ・ムアラ地区に属する島（マレー語：Pulau）がある。以下にそれを掲げる。
- ムアラ大島（Pulau Muara Besar）
- サラール島（Pulau Salar）
- シマンガ大島（Pulau Simangga Besar）
- ブドゥカン島（Pulau Bedukang）
- カインガラン島（Pulau Kaingaran）
- チェルミン島（Pulau Chermin）
- プパタン島（Pulau Pepatan）
- バルバル島（Pulau Baru-Baru）
- ブブヌト島（Pulau Berbunut）
- シブンゴル島（Pulau Sibungor）
- ラング島（Pulau Ranggu）
- ブラムバン島（Pulau Berambang）

スラサ準地区沖には人工島があるが、実はプルポン岬（Tanjong Pelumpong）と呼ばれていた岬を本土から切り離して島にしたのである。
南シナ海にはブルネイ・ムアラ地区に属する島は2つある。1つはスンクロン準地区沖のプンギット島（Pulau Pungit）、もう1つはPスラサ準地区沖のプロンプロンガン島（Pulau Pelong-Pelongan）である。

## 河川と水資源
4つの主要な水系及び涵養域（かんよういき）がブルネイ国内にあるが、そのうちのブルネイ川がこの地区を流れる。同川はムアラ港を越えてブルネイ湾に注ぐ。川の上流は主要な淡水の供給源であり、特に国土の西半分にとって重要である。またこの川は高度に都市化が進んだ地域とそうでない地域を分ける役割を果たしている。この川の流域にある町はバンダルスリブガワンをはじめ、すべてこの地区の中心を成す。
密生したマングローブ林とニパヤシ（nipah palm）は、三角江（エスチュアリー）付近の低地を覆うように群生し、豊かな沿岸漁業の漁場を育てている。
ブラカス地域では地下水の取水制限が設けられている。地下水の安全取水可能量は年間1730万m3と見積もられている。ブルネイには2つのダムがあり、貯水量は合計45,013,000m3である。そのうち、タセク貯水池の貯水量は13,000m3で給水地域は2.8km2である。